# 张家铝
张家铝（1938年12月—2016年12月19日），男，江西赣州人，中国天文学家，中国科学院院士。

## 生平
1959年毕业于武汉大学物理系，后分配至中国科学技术大学工作。1985年晋升教授，同年被聘为博士生导师，并加入中国共产党。曾任中国科学技术大学理学院副院长、天体物理中心主任等。2005年当选为中国科学院院士。
2016年12月19日23点03分，去世。